# Dixie (Washington)
Dixie és una concentració de població designada pel cens del comtat de Walla Walla a l'Estat de Washington. Segons el cens del 2000 tenia 220 habitants.

## Demografia
Segons el cens del 2000, Dixie tenia 220 habitants, 84 habitatges, i 63 famílies. La densitat de població era de 166,6 habitants per km².
Dels 84 habitatges en un 26,2% hi vivien nens de menys de 18 anys, en un 67,9% hi vivien parelles casades, en un 4,8% dones solteres, i en un 25% no eren unitats familiars. En el 20,2% dels habitatges hi vivien persones soles el 6% de les quals corresponia a persones de 65 anys o més que vivien soles. El nombre mitjà de persones vivint en cada habitatge era de 2,62 i el nombre mitjà de persones que vivien en cada família era de 3.
Per edats la població es repartia de la següent manera: un 22,7% tenia menys de 18 anys, un 6,8% entre 18 i 24, un 25,5% entre 25 i 44, un 31,4% de 45 a 60 i un 13,6% 65 anys o més.
L'edat mediana era de 42 anys. Per cada 100 dones de 18 o més anys hi havia 104,8 homes.
La renda mediana per habitatge era de 33.125 $ i la renda mediana per família de 40.714 $. Els homes tenien una renda mediana de 29.583 $ mentre que les dones 19.000 $. La renda per capita de la població era de 24.650 $. Aproximadament el 7,1% de les famílies i el 9,9% de la població estaven per davall del llindar de pobresa.

## Poblacions properes
El següent diagrama mostra les poblacions més properes.